# Інавгурація Джорджа Буша (старшого)
Інавгурація Джорджа Герберта Вокера Буша як 41-го президента США відбулася в п'ятницю, 20 січня 1989 року, на Західному фронті Капітолія. Ця інавгурація президента США стала 51 за порядком і заклала початок єдиному терміну Джорджа Буша як президента і Дена Квейла як віцепрезидента. Суддя Вільям Ренквіст прийняв присягу Буша, а суддя Сандра Дей О'Коннор прийняла присягу Квейла. Буш був першим віцепрезидентом США, який був інавгурований на посаду президента з 1837 року, коли президентом став Мартін ван Б'юрен.
Унаслідок проведення інавгурації Вашингтонське метро встановило рекорд у 604 089 поїздок за день, побивши рекорд у 565 000, встановлений навесні 1988 року під час мітингів «Вашингтон за Ісуса». Цей рекорд не був побитий аж до дня Національного святкування Перемоги 1991 року.